# 相葉雅紀
相葉雅紀（日语：／ Aiba Masaki，1982年12月24日—），日本男藝人，偶像組合嵐的成員，在嵐中代表顏色為綠色。現隸屬株式會社嵐。
曾獲得Best Jeanistベストジーニスト一般受賞男性部門第一，並由2011-2013蟬連三年成為殿堂級受賞者的一員。
在嵐成員中以綜藝節目主持見長，並以綜藝節目得到相當大的關心度。

## 生平
相葉雅紀出生於日本千葉縣千葉市花見川區。
1996年8月15日，加入傑尼斯事務所
1999年9月15日，以「嵐」身分出道
1999年11月3日，以《A·RA·SHI》一曲正式CD出道
1999年11月，和事務所中熱愛棒球的成員共同組成的“傑尼斯野球隊”
2001年10月5日，開始個人廣播節目（文化放送）至今
2002年3月，因過度練習薩克斯風導致氣胸入院。
2002年10月，與嵐成員首次主演電影《PIKA☆NCHI LIFE IS HARD但是HAPPY》
2003年，參與傑尼斯事務所的成人禮，見證人為山口達也 (TOKIO)
2004年，參與綜藝節目《天才！志村動物園》的飼育員
2005年9月6日至27日，主演舞台劇
2009年10月，首次主演電視劇《我的乖乖女》
2010年5月，主演舞台劇 
2010年12月21日，友情演出《飛特族、買個家。》
2011年2月，主演電視劇《王牌酒保》
2011年6月,為《〜》 擔當旁白
2012年，為擔當旁白
2012年4月，主演電視劇《三毛貓福爾摩斯系列》
2012年，首個個人冠名節目
2013年1月，主演電視劇《LAST HOPE》
2014年，首次個人主演電影《MIRACLE デビクロくんの戀と魔法》
2015年，主演電視劇《歡迎來我家》
2016年，擔任第67回NHK紅白歌合戰白組司儀
2017年，主演電視劇《貴族偵探》
2018年，主演電視劇《我和尾巴與神樂坂》
2021年9月28日，在傑尼斯官方粉絲網頁發表婚訊，對方是交往10年的圈外女性；同日嵐成員櫻井翔亦宣布結婚。
2021年10月，主演電視劇《和田家的男人們》。
2022年10月23日，透過事務所表示兒子已於日前出生，母子平安。

### Jr.時代
傑尼斯事務所中未出道的成員稱做「Johnny's Junior」簡稱「Jr.」。
MAIN
Best Beat Boys（B.B.B.）
Beautiful American Dreams（B.A.D.）

## 演出

### 節目
| 日期                           | 名稱                                                         | 備註                                  |
| ------------------------------ | ------------------------------------------------------------ | ------------------------------------- |
| 2021年1月 -                    | VS魂                                                         | 前身為VS嵐                            |
| 2020年10月3日 -                | I Loveみんなのどうぶつ園 I LOVE 大家的動物園                 | 替代《天才！志村動物園》              |
| 2016.04.05 - 2019.12.25        | グッと!スポーツ「Good! Sports」                              | NHK 每週二 22:25 - 23:15              |
| 2013.04.21 -                   | 相葉マナブ 「相葉愛學習」                                    | 朝日電視台 每週日 18:00 - 18:30       |
| 2010.04.24 - 2020.12.26        | 嵐にしやがれ 「嵐的大挑戰」                                  | 日本電視台 每週六 21:00 - 21:54       |
| 2009.03.04                     | 知らないほうが幸せだった事実                                 | 23:59 - 25:25                         |
| 2008.04.12 - 2020.12.24        | VS嵐                                                         | 富士電視台 每週四 19:00 - 19:57       |
| 2008.04.10 - 2013.03.21        | ひみつの嵐ちゃん!「嵐的大秘密」                              |                                       |
| 2007年10月20日 - 2008年3月29日 | GRA                                                          |                                       |
| 2006年10月2日 - 2010年3月22日  | 嵐の宿題くん                                                 |                                       |
| 2005年10月5日 - 2006年9月27日  | Gの嵐!                                                       |                                       |
| 2005年4月9日 - 2007年10月6日   | まごまご嵐                                                   | 收錄在富士電視台節目『バニラ気分!』內 |
| 2004年4月15日 - 2020年9月26日  | 天才!志村どうぶつ園 「天才!志村動物園」                      |                                       |
| 2005年3月30日                  | オーストラリア大陸縦斷!激闘3000キロ ウルトラストロングゲーム |                                       |
| 2003年10月11日 - 2004年9月18日 | 探検!ホムンクルス～脳と體のミステリー～                      |                                       |
| 2003年7月2日 - 2005年9月28日   | Dの嵐!                                                       |                                       |
| 2002年10月5日 - 2004年3月27日  | なまあらし                                                   |                                       |
| 2002年7月3日 - 2003年6月25日   | Cの嵐!                                                       |                                       |
| 2002年1月4日                   | 嵐のなりきりバラエティー 犬のキモチになってみましたワン!     |                                       |
| 2001年3月25日 - 2002年6月26日  | 真夜中の嵐                                                   |                                       |
| 2001年4月14日 - 2003年9月13日  | USO!ジャパン 「USO!JAPAN」                                   |                                       |
| 2001年1月15日 - 3月10日        | ガキバラ!                                                    |                                       |
| 2000年4月15日 - 12月16日       | ガキバラ帝國2000! 「小鬼帝國」                               |                                       |
| 1999年10月20日 - 2000年3月8日  | やったるJ                                                    |                                       |

### 電視劇
| 年份   | 日期                | 名稱                                                                  | 角色       | 電視台     | 備註                            |
| ------ | ------------------- | --------------------------------------------------------------------- | ---------- | ---------- | ------------------------------- |
| 2025年 | 7月9日 -            | 大追跡〜警視廳SSBC強行犯係〜                                          | 名波凛太郎 | 朝日电视台 | 與大森南朋、松下奈緒三人主演    |
| 2023年 | 10月27日 - 12月15日 | 今天开始当杀手                                                        | 稲葉十吉   | 朝日电视台 |                                 |
| 2023年 | 4月9日              | 孤單一人                                                              | 杉信也     | TBS        |                                 |
| 2021年 | 10月22日 - 12月10日 | 和田家的男人們                                                        | 和田優     | 朝日电视台 |                                 |
| 2020年 | 8月22日             | 24小時「愛心救地球」電視劇「誰都不知道的志村健 -遺留下來的最後訊息-」 | 本人       | 日本電視台 |                                 |
| 2019年 | 8月24日             | 24小時「愛心救地球」電視劇「羈絆的踏板」                              | 宮澤崇史   | 日本電視台 |                                 |
| 2018年 | 10月12日 - 11月30日 | 我和尾巴與神樂坂                                                      | 高圓寺達也 | 朝日电视台 |                                 |
| 2017年 | 7月21日             | 我们的勇气〜未满都市2017                                              | 岩永彰     | 日本电视台 |                                 |
| 2017年 | 4月17日 - 6月26日   | 貴族偵探                                                              | 貴族探偵   | 富士電視台 |                                 |
| 2015年 | 4月13日 - 6月15日   | 歡迎來我家                                                            | 倉田健太   | 富士電視台 |                                 |
| 2013年 | 1月15日 - 3月26日   | LAST HOPE                                                             | 波多野卓巳 | 富士電視台 |                                 |
| 2012年 | 4月14日 - 6月23日   | 三毛貓福爾摩斯的推理                                                  | 片山義太郎 | 日本電視台 |                                 |
| 2011年 | 10月4日             | 飛特族、買個家。特別篇                                                | 平田       | 富士電視台 | 客串                            |
| 2011年 | 2月4日 - 4月1日     | 王牌酒保                                                              | 佐佐倉溜   | 朝日電視台 |                                 |
| 2010年 | 12月21日            | 飛特族、買個家。                                                      | 平田       | 富士電視台 | 最終回客串                      |
| 2010年 | 1月9日              | 最後的約定                                                            | 棚田昭     | 富士電視台 | 單元劇                          |
| 2009年 | 10月9日 - 12月11日  | 我的乖乖女                                                            | 笠間正宗   | 朝日電視台 |                                 |
| 2006年 | 8月1日              | 三代厨房                                                              | 小田島栄作 | TBS        |                                 |
| 2003年 | 10月10日 - 12月12日 | 不良少年回母校                                                        | 屋敷哲治   | TBS        |                                 |
| 2003年 | 6月17日             | 演技者。                                                              | 一八       | 富士電視台 | 第11話・狂うがまま              |
| 2003年 | 3月4日              | 介護家族-花、咲きまっか-「看護家族」                                  | 俣木晃     | 日本電視台 | カネボウスペシャル21            |
| 2003年 | 1月18日 - 3月15日   | 熱血小教師                                                            | 俣木晃     | 日本電視台 | 第7集友情客串                   |
| 2002年 | 1月8日 - 1月22日    | 輪胎少年                                                              |            | 富士電視台 | 第3話・青木さん家の奥さん       |
| 2001年 | 4月29日             | 史上最惡的約會                                                        | 勇一郎     | 富士電視台 | the Last Date：史上最悪の片想い |
| 2001年 | 4月12日 - 6月28日   | 女婿大人                                                              | 武山亮     | 富士電視台 |                                 |
| 1999年 | 10月11日 - 10月29日 | V的嵐                                                                 | 相葉雅紀   | 富士電視台 |                                 |
| 1999年 | 8月8日              | 恐怖星期天                                                            | 相葉雅紀   | 日本電視台 | 第5話「動かすなっ!」            |
| 1999年 | 1月9日              | 青春男孩                                                              | 日下萬里   | 日本電視台 |                                 |
| 1998年 | 12月5日 - 12月19日  | 少年们                                                                | 松下圭     | NHK        | 全3回                           |
| 1997年 | 10月18日 - 12月20日 | 我们的勇气〜未满都市                                                  | 岩永彰     | 日本電視台 |                                 |

### 電影
| 日期          | 名稱                                  | 角色             |
| ------------- | ------------------------------------- | ---------------- |
| 2022年9月     | 厄林（）                              | 田中淳一         |
| 2014年11月    | Miracle Debikuro 君的戀愛和魔法（）   | 山本光           |
| 2014年8月     | PIKA★☆★NCHI LIFE IS HARD大概HAPPY（） | 岡野瞬（シュン） |
| 2012年2月4日  | 日本島～親愛物語（）                  | ナビゲーター     |
| 2007年        | 黃色眼淚（）                          | 井上章一         |
| 2004年        | PIKA★★NCHI LIFE IS HARD所以HAPPY（）  | 岡野瞬（シュン） |
| 2002年        | PIKA☆NCHI LIFE IS HARD但是HAPPY（）   | 岡野瞬（シュン） |
| 1998年4月29日 | 新宿少年探偵団（）                    | 羽柴壮助         |

### 電視動畫
- 烏龍派出所 TVSP11彈（2002年1月6日、富士電視台） - 飾演 相葉雅紀（本人）
- 蠟筆小新（2018年11月23日、朝日電視台） - 飾演 高圓寺老師
- 湖池屋SDGs劇場 サスとテナ（第1季：2021年10月3日 - 12月26日、TOKYO MX／第2季：2022年4月3日 - 6月26日、BS朝日／第3季：2022年10月2日 - 12月25日、BS朝日／第4季：2023年7月5日 - ） - 飾演 相葉蕉
- 殿下與狗（2024年10月 - ） - 主演・殿下[2]

### 動畫電影
- PUI PUI 天竺鼠車車 電影版 MOLMAX（2024年11月29日、TOHO NEXT） - 飾演 メニメニアイズカンパニー・CEO[3]

### 舞台劇
- STAND BY ME（1997年7月26日・27日、大阪話劇城、8月8日 - 8月21日、東京ARTPHERE） - 主演・ゴードン・ラチャンス（ゴーディー）
- 燕のいる駅（2005年9月6日 - 27日） - 主演・高島啓治
- 忘れられない人（2007年） - 主演・アダム
- 逆境は味方 Green Fingers（2009年2月23日 - 3月10日、3月20日 - 3月23日） - 主演・コリン
- 君と見る千の夢（2010年5月2日 - 5月24日） - 主演・池辺春也
- ようこそ、ミナト先生（2022年6月4日 - 19日、新国立劇場 中劇場 / 2022年6月29日 - 7月3日、梅田藝術劇場 主劇場） - 主演・湊孝成

### 個人番組
- 体操JAPAN CUP 2009 フィールド・ナビゲーター（2009年7月18日、19日）
  - 体操JAPAN CUP 2010<男子团体总决赛> （2010年7月3日 - 04日）
  - 体操JAPAN CUP 2011 对谈内村航平选手（2011年7月2日）
- 相叶雅纪的暑假SP スポ根！サイエンスラボ～真相调查·运动的谜团～（2009年7月20日）
- 世界体操选手权 2009 英国·伦敦（2009年10月18日）
  - 世界体操选手权 2010荷兰·鹿特丹（2010年10月20日 - 24日） - navigator
  - 世界体操选手权 2011 东京大会（2011年10月7日 - 16日）
- 思考真正的环保地球旅行～给予明天力量～（2011年6月3日、日本电视台）
- 相葉雅紀のデビュー・キッズ（2012年9月20日、富士电视台）
- 《相叶マナブ》（相葉愛學習）（2013年4月21日 - 、朝日电视台）
- 东京直播24小时～杰尼斯来给您解决烦恼！？（2014年4月2日/9日、东京电视台） - MC
  - 东京直播22小时（2014年11月9日/23日）
  - 东京直播22小时～周日晚悠闲直播中～（2015年1月18日 - 9月20日）
- 相叶雅纪的NFJ（日本·食物·周刊）（2014年4月29日、NHK综合）
- 突击！初次登陆综艺节目 初访先生 （2015年10月18日 - ）东京电视台
- 《Gutto!Sports》（2016年4月5日 - 2019年12月25日）NHK综合
- 21人的輪 〜相葉雅紀與出發的孩子們〜（2018年3月27日）NHK综合

### 旁白
- 21人の轮～震灾中的5年级生和老师的每一天～（旁白）（2011年6月4日 - 2012年4月8日、NHK教育）
- 日本列島〜いきものたちの物語〜（2012年2月4日上映）
- 21人の轮 震灾发生5年之后的孩子们～福岛 相马市～（旁白）（2016年3月19日、NHK教育）

### 廣告
- ハウス食品
  - さわやか吐息スーパーカテキン（2004年 - ）—與松本潤共同代言
  - オーザック（2005年 - ）—「O'ZACK」—以嵐名義代言
  - とんがりコーン（2007年）
- ニベア花王
  - 8×4（2006年3月 - ） - 使用嵐的「春風スニーカー」作為廣告曲
  - 8×4（2006年6月 - ） - 使用嵐的「Kissからはじめよう」作為廣告曲
- ハウスウェルネスフーズ
  - C1000（2006年3月 - ）—嵐代言並使用嵐的「きっと大丈夫」作為廣告曲
  - C1000リフレッシュ　レモン&ライム（2007年）
- au by KDDI（2008年 - 2012年）—以嵐名義代言
- 好侍食品 バーモントカレー（2009年 - 2013年）
- 任天堂（2010年 - 2012年）—以嵐名義代言
- KIRIN麒麟麦酒
  - 淡麗グリーンラベル（2010年 - 2013年） - 以嵐名義代言
  - 麒麟一番榨 （2014年 - 2017年） - 以嵐名義代言
  - Mets Cola（2013年 - ） - 大野智、松本潤 共演
- 池田模範堂
  - 液体ムヒ （2010年 - 2021年2月）
  - ムヒアルファEX（2010年 - 2021年2月）
- 日立Hitachi（2010年 - ）—以嵐名義代言
- JAL（2010年 - ）—以嵐名義代言
- 日本觀光局 CM（2010年 - ）—以嵐名義代言
- 住友生命Wステージ　未来デザイン（2011年 - 2015年）
- 味覚糖 
  - のど飴（2011年 - 2014年）
  - のど飴EX（2011年 - 2014年）
  - シゲキックス ゼロッシュ（2012年 - 2014年）
  - グミガーム（2013年 - 2014年）
  - コロロ（2014年 - 2015年）
- 日産自動車（2012 - 2015） - 以嵐名義代言
- GREE（2012年）- 企業CMのみ —以嵐名義代言
- DUSKIN Mister Donut（2014年 - 2016年）
- GungHo線上遊戲娛樂公司 龍族拼圖（2014年 - ） — 以嵐名義代言
- 日本 梅賽德斯-賓士 smart （2015年 - ）
- 日本郵政局 賀年明信片 （2015年 - ）— 以嵐名義代言
- KOSE
  - COSMEPORT Je l'aime（2016年 -2020年 ） - 與松本潤共同代言
  - natu savon（2017年 - ）
- エバラ焼肉のたれ黄金の味（2016年 - ）
- KIRIN 贅沢搾り水果酒（2018年 - ）

### 廣播
- 相葉雅紀のレコメン!アラシリミックス（文化放送）

## 書籍

### 關聯書籍
- In a rush!―嵐1st寫真集（Magazine House mook）
- 嵐04150515―嵐のピカ☆ンチな日々（M.Co）
- ピカ☆☆ンチA to Z―嵐のピカンチダブルな日々（M.Co）
- アラシゴト（集英社） - 嵐（著）
- ARASHI AROUND ASIA（角川書店）

## 外部連結
- 嵐(ARASHI)) - Johnny's net （页面存档备份，存于）（日語）
- 相葉雅紀在互联网电影资料库（IMDb）上的資料（英文）
- 相葉雅紀在豆瓣上的资料（简体中文）
- 相葉雅紀在时光网上的簡介（简体中文）